# Алексиусдор
Алексиусдор (фр. Alexius d`or, нем. Alexiusdor) — название золотой монеты Ангальт-Бернбурга 1796 года номиналом в 5 талеров, отчеканенная во время правления Алексиуса Фридриха Кристиана (1796—1834). По своей сути монета являлась подражанием французским пистолям, в отличие от распространённых на территории немецких государств дукатов. Вес монеты составлял 6,65 г золота 900-й пробы.
На аверсе изображён профиль князя и круговая надпись «ALEXIUS FRIED[RICH] CHRISTIAN FURST ZU ANHALT». Реверс содержит изображение герба, корону над ним. Под гербом с двух сторон помещены буквы H и S, обозначающие знак монетчика Ганса Шлутера (англ. Hans Schluter). Внизу располагается обозначение номинала «5 THALER» и год выпуска «1796».